# Smaart Live
Smaart Live es una de las herramientas de medición de audio y acústica más utilizadas, una aplicación de software para la parte de análisis de mediciones acústicas y de instrumentación. Introducido en 1996 por reparto de audio profesional JBL, que fue diseñado para ayudar al ingeniero de sonido en vivo a optimizar la linealidad de los sistemas de refuerzo de sonido durante la actuación pública a diferencia de la mayoría de los sistemas de análisis anteriores que requieren señales específicas de prueba enviados al sistema de sonido, las que serían desagradables de escuchar para la audiencia. También fue pensado para ayudar a los ingenieros de sonido en el análisis de la salida de altavoces, amplificadores y equipos de audio, así como ayudar al análisis del sonido en acústica de sala. El producto de software se ha conocido como JBL-Smaart, Pro SIA-Smaart, Smaart EAW, Smaart Live y simplemente Smaart, mientras que la versión acústica se ha ofrecido como instrumentos acústicos Smaart (Smaart Acoustic Tools). Smaart es un acrónimo que significa 'herramienta de análisis de medición de sonido acústico en tiempo real' (Sound Measurement Acoustical Analysis Real Time tool).
Smaart tiene tres modos distintos: 
- Función de Transferencia (transfer function).
- Analizador en Tiempo Real (Real-Time Analyzer [RTA]).
- Respuesta al Impulso (impulse response).

Los dos primeros modos de utilizan doble y una sola transformada rápida de Fourier (dual- and single-Fast Fourier Transform [FFT]), y el modo de respuesta de impulso utiliza ambas, ya sea FFT o análisis de secuencia de longitud máxima (Maximum Length Sequence [MLS]).
Smaart tiene licencia y es propiedad de varias empresas desde JBL, y ahora es propiedad y desarrollado por Rational Acoustics. Primero escrito como natural de Windows 3.1 aplicación para que funcione dentro de Windows 95 en ordenadores compatibles con IBM, en 2006 se introdujo una versión que es compatible con sistemas operativos de Windows y Apple Macintosh. En 2011 Smaart estaba en su versión número 7.

## Uso

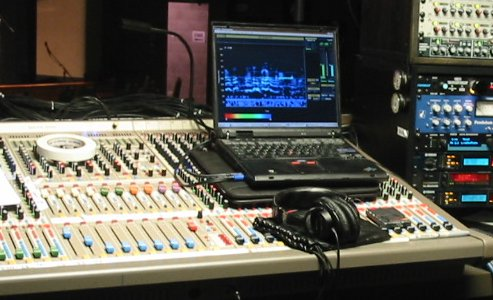
Smaart Live funcionando como un analizador de espectro, en el modo espectrograma.

Smaart se basa en la Transformada Rápida de Fourier (FFT) en tiempo real, incluyendo la comparación de los doble FFT de la señal de audio, denominada "función de transferencia", y de un solo FFT analizador de espectro. Incluye un análisis de la Secuencia de Longitud Máxima (MLS) en la opción de su respuesta de impulso, para la medición de la acústica de la sala. La puesta en práctica de la FFT del Smaart Live es una solución de Ventana Multi-Tiempo (MTW) en la cual la FFT, en lugar de ser una longitud fija, se hace cada vez más corta cuando aumenta la frecuencia. Esta característica permite que el software 'ignore' más tarde las reflexiones de la señal de las paredes y de otras superficies, aumentando coherentemente a medida que aumenta la frecuencia del audio.
La última versión de Smaart 7.1 se ejecuta en Windows 7, Vista o XP, y bajo Mac OSX 10.5 o 10.6. Es recomendable un ordenador que tenga un procesador de doble núcleo con una velocidad (clock rate) de al menos 2 GHz. Smaart se puede ajustar a frecuencias de muestreo de 44,1 kHz, 48 kHz o 96 kHz, y a profundidades de 16 o 24 bits. El software trabaja con un protocolo de equipo de audio ASIO , Core Audio , WAV o drivers de audio WDM.

### Función de transferencia

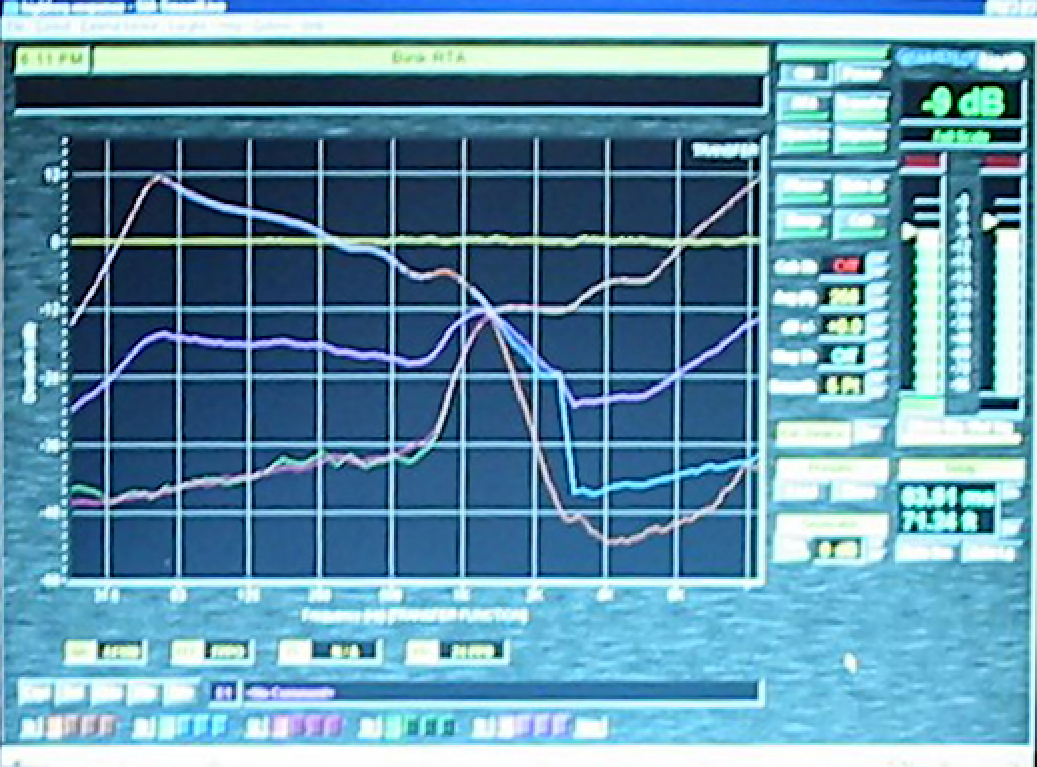
SmaartLive versión 4 en modo función de transferencia, mostrando varias huellas capturadas de un crossover activo.

La función de transferencia del Smaart requiere una entrada estéreo para el equipo, ya que analiza dos canales de la señal de audio. Con su doble modo FFT, Smaart compara un canal con el otro para mostrar la diferencia. Esto es utilizado por los ingenieros de sonido en vivo para establecer sistemas de sonido para conciertos antes de un show y para controlar y ajustar estos sistemas durante la actuación. El primer canal de audio de la experimentación del análisis está conectado directamente a una de las principales salidas de la consola de mezcla y el segundo canal está conectado a un micrófono colocado en el área de escucha de la audiencia, por lo general un micrófono omnidireccional de prueba con una curva característica plana, recogida neutral. La salida de la mezcla directa de audio de la consola se compara con la entrada de micrófono para determinar cómo es cambiado el sonido por los elementos del sistema de audio, tales como altavoces y amplificadores, y por la acústica del interior de la sala o por las condiciones meteorológicas y la acústica al aire libre en el medio ambiente. Smaart muestra la diferencia entre el sonido enviado desde la mesa de mezclas y el sonido recibido en el micrófono, y esta visualización en tiempo real informa al ingeniero de sonido para tomar decisiones con respecto a los tiempos de retardo , ecualización y otros parámetros de ajuste del sistema de sonido.
Antes de que llegue la audiencia, el ruido aleatorio o seudo-aleatorio se utiliza como una señal de estímulo, por lo general de ruido rosa. Este tipo de señales de ruido proporciona igual energía a todas las frecuencias de audio que el sistema de sonido puede reproducir, a diferencia de una señal de estímulo de la música o del habla que enfatiza algunas frecuencias sobre los demás. Una vez que el público entra en el lugar del funcionamiento, la salida principal de la mesa de mezclas es sustituida como la señal de estímulo.
El modo de transferencia también puede ser utilizado para examinar la respuesta en frecuencia de los equipos de audio, incluyendo amplificadores individuales, altavoces y procesadores digitales de señales, tales como crossovers y ecualizadores. Puede ser utilizado para comparar un conocido test de respuesta-neutral del micrófono de prueba con otro micrófono a fin de comprender mejor su respuesta en frecuencia y, al cambiar el ángulo del micrófono en el test, su respuesta polar.
El modo de transferencia se puede utilizar para ajustar la configuración del crossover para altavoces de varias vías, de manera similar, se puede utilizar para ajustar solo el subwoofer a unas caracteríastivas de un top box de un crossover en un sistema de sonido donde los principales, altavoces sin subwoofer están colgados o emparejados pero los subwoofers se colocan en el suelo. Una de las huellas en la pantalla Smaart muestra la respuesta de fase . Para alinear correctamente las bandas de frecuencia adyacentes a través de un crossover, las dos respuestas de fase deben ser ajustadas hasta que se vean en el Smaart Live para ser en paralelo a través de la frecuencia de cruce.
El modo de transferencia puede ser usado para medir la frecuencia relacionada con la impedancia eléctrica, una de las características eléctricas de los altavoces dinámicos. El ingeniero de sonido de Grateful Dead "Dr. Don" Pearson trabajó en el método en año 2000, utilizando Smaart para comparar la caída de tensión a través de una sencilla resistencia entre un altavoz y un generador de ruido aleatorio.

### Analizador en tiempo real
En el modo Espectrograma, Smaart muestra un análisis de espectro en tiempo real, que muestra la fuerza relativa de las frecuencias de audio de una señal. Necesitando de un solo canal de entrada de audio, esta capacidad se puede utilizar para varios de propósitos. Con la entrada del Smaart conectado al pre-fader de escucha (PFL) o señal de bus de la mesa de mezclas, el modo Espectrograma puede mostrar la respuesta de frecuencia de los canales individuales, varios canales seleccionados, o mezclas diversas. El modo espectrograma se puede utilizar para mostrar resonancias de la sala: el ruido rosa se aplica al sistema de sonido de la sala, y la señal de un micrófono de prueba en la sala se muestra en el Smaart. Cuando el ruido rosa es muteado, la pantalla muestra las colas persistentes de las frecuencias de ruido que están resonando.

### Respuesta de impulso
Smaart se puede utilizar para encontrar el tiempo de retardo entre dos señales, en cuyo caso el equipo necesita dos canales de entrada y utiliza el software de doble modo de FFT. Llamado "Delay Locator", el software calcula las respuestas de impulso de dos señales de audio continuas, encontrando las similitudes en las señales y medir el tiempo que haya transcurrido entre ellas. Esto se utiliza para ajustar tiempos de retardo para torres en grandes sistemas de sonido al aire libre, y se utiliza para ajustar los tiempos de retardo para zonas de altavoces en otros sistemas más pequeños. El veterano ingeniero de sonido de la gira de Van Halen, Jim Yakabuski, llama a estos programas de localización de retardo (como Smaart) un "must have item" (un utensilio que debes/tienes que tener), útil para alinear rápidamente los elementos de sonido del sistema cuando el tiempo de instalación es limitado.

## Mercado
Smaart está dirigido principalmente a los operadores del sistema de sonido para ayudar en la creación y puesta a punto de sistemas de sonido. Otros usuarios son los diseñadores de equipos de audio y de acústica arquitectónica. El autor y el ingeniero de sonido Bob McCarthy escribió en 2007 que debido a la aceptación generalizada del Smaart en todos los niveles de mezcla de sonido en vivo, el paradigma ha revertido a partir en la década de 1980 como una sorpresa al encontrar herramientas científicas en la escena de grabación de conciertos como una sorpresa si el observador encuentra que tales herramientas no se utilizan para afinar un sistema de sonido.
Smaart se ha comparado con otros sistemas de sonido basados en herramientas de medición de sonido, como por SIM de los Meyer Sound Laboratories y IASYS de Audio Control, los cuales ambos ofrecen herramientas de detección de delay. Smaart ha sido descrito como "una nueva, más esbelta y mucho más barata -pero no necesariamente mejor- versión del sistema Meyer SIM". MLSSA, desarrollado por los Laboratorios DRA en 1987, y TEF, un espectrograma de tiempos de delays, producido por Gold Line, son otros productos anteriores a Smaart que se utilizan para afinar esos altavoces como monitores de estudio. Una herramienta de software que llegó a los usuarios de Mac en 1997 fue nombrado SpectraFoo, por Metric Halo. Al mismo tiempo, algunos usuarios tempranos de Smaart encontraron que después de ajustar sus controladores MIDI podrían obtener Smaart para trabajar en un ordenador de Apple, el software se ejecuta dentro de un emulador x86 como SoftWindows "con resultados variables".

## Historia
Ya en 1978, el análisis de campo de audio de un concierto de rock estuvo a cargo de Don Pearson, conocido por su apodo de "Dr. Don", mientras trabaja en sistemas de sonido utilizados por los Grateful Dead. Pearson publicó artículos sobre mediciones de la respuesta de impulso adoptadas durante la instalación y prueba de los sistemas de sonido de conciertos, y recomendó la compra de Dead, un caro analizador FFT de doble canal Brüel & Kjaer 2032, hecho para la ingeniería industrial. Junto con el sonidista de Dead Dan Healy, Pearson desarrolla métodos de trabajo con este sistema para configurar los sistemas de sonido en la gira, y que ayudó a los ingenieros de Meyer a trabajar en un sistema de medición de fuente independiente más adecuada que se convertiría en su producto SIM. Así como, Pearson tuvo una "relación íntima" con los ingenieros que fueron creando Smaart, incluyendo una reunión con Jamie Anderson.
Smaart fue desarrollado por Sam Berkow en asociación con Alexander "Thorny" Yuill-Thornton II, ingeniero de sonido de tours de Luciano Pavarotti y Los Tres Tenores. En 1995, Berkow y Thorny fundan la SIA Software Company, produciendo Smaart y autorizado la licencia del producto a JBL. Se expuso por primera vez en la ciudad de Nueva York en la 99th convención de la Audio Engineering Society en octubre de 1995 y lo describió al mes siguiente en la revista Billboard, en mayo de 1996 el producto de software se introdujo con el precio de 695$, el equivalente a 1.030 dólares en moneda de hoy. La revista Studio Sound describe a Smaart en 1996 como "el producto novedoso del que más se habla" en la 100th convención de AES en Copenhague, ejemplificando una nueva moda en software de medición de audio. Calvert Dayton entró en la SIA Software en 1996 como diseñador gráfico, escritor técnico y programador web.
Smaart era inusual, ya que ayudó a los profesionales de audio como diseñadores de sonido de teatro hacen previamente posible solo con dispositivos de medición altamente sofisticados y caros. Los ingenieros de sistema de audio de los Clair Brothers utilizaron Smaart para ajustar el sistema de sonido en cada parada durante el PopMart Tour de U2 de 1997-1998. A medida que aumentó en popularidad, los ingenieros que utilizan Smaart encontraron resultados variados: el veterano de tours Doug Fowler escribió que "el mal uso estaba extendido" cuando el primer software comenzó a aparecer en la esfera. Él advirtió a los usuarios contra la mala interpretación, diciendo que "todavía veo malas decisiones basadas en datos erróneos, o malas decisiones basadas en una falta fundamental de comprensión de los temas en cuestión". Sin embargo, Clive Young, editor de Pro News Sound, escribió en 2005 que la introducción del Smaart en 1995 fue el comienzo de "la era moderna del sistema de software en análisis de refuerzo de sonido".
En 1998, JBL Smaart Pro ganó los TEC Awards en la categoría de programas informáticos y periféricos. Eastern Acoustic Works (EAW) compró SIA Software, y contrataron a Jamie Anderson para gestionar la sección. La versión 3 fue presentada bajo la propiedad de EAW con la capacidad adicional de aceptar plugins opcionales que pueden utilizarse para aplicar ajustes de sonido del sistema, medido por Smaart, para el procesamiento de señales digitales (DSP) del equipo. El tercer DSP externo realizaría las correcciones indicadas por Smaart.

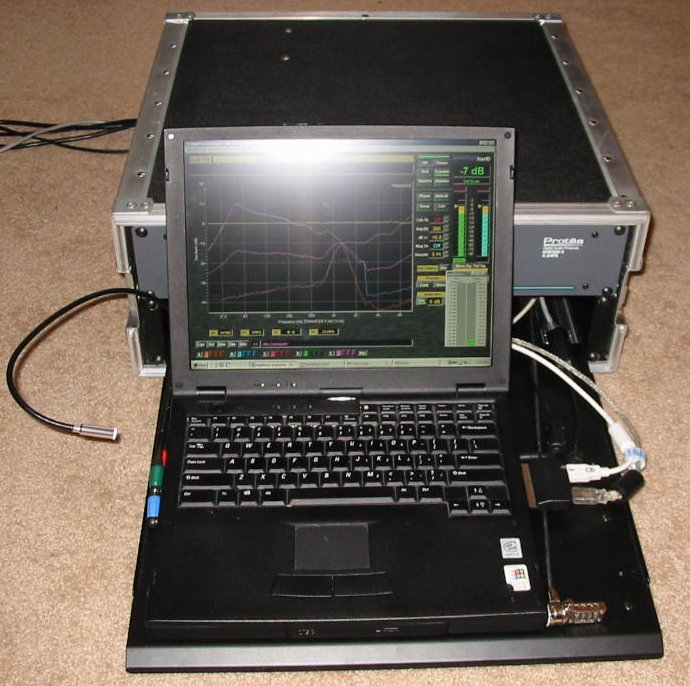
Software de Smaart Live 4, funcionando en un ordenador portátil de IBM en 2002, montado en una consola portátil de 19 pulgadas.

Las versiones 4 y 5 fueron edificadas sobre el fundamento de la versión 3, pero con cada versión importante, la aplicación se hace cada vez más difícil de escribir, y aparecieron otras mejoras prácticamente imposible de realizar. Para la versión 6, los diseñadores decidieron despedazar Smaart de vuelta a sus fundamentos y reconstruirlo sobre una base flexible multi-tarea y marco multi-plataforma que permita que sea utilizado en Mac OS X y Windows. La escritura tardó dos años, y fue lanzada en un paquete que incluía la versión anterior 5 porque no había tiempo suficiente para incorporar todos los elementos del conjunto de funciones existentes. Anderson dijo en 2007 "nosotros realizamos la versión 6 sin todas las características de la 5, pero estamos añadiendo estas características de nuevo". Smaart 6 fue nominado para un TEC Award en 2007, pero no ganó.
EAW desarrolló un prototipo de una mesa de mezclas digital en 2005, la UMX.96; una consola que incorpora internamente Smaart Live 5. Cualquier canal seleccionado en la mezcladora podría ser utilizado como una fuente para el análisis de Smaart, mostrando, por ejemplo, los resultados en tiempo real de la ecualización del canal. La consola podría ser configurada para enviar múltiples entradas de micrófonos para Smaart, y ofrecería una medición constante del nivel de presión sonora en decibelios. Cuando fue puesto en producción en 2007, el ingeniero de grupo Don Dodge tomó la mezcladora en una gira mundial con Foreigner, el primer concierto mezclado en marzo de 2007. Con sus 15 pulgadas de pantalla táctil capaces de servir a la vez de control de audio y de las funciones de análisis del Smaart, Don Dodge continuó mezclando a Foreigner a lo largo de 2007 y de 2008.
Rational Acoustics se incluyó el 1 de abril de 2008. El 9 de noviembre de 2009, bajo el liderazgo de Jamie y Karen Anderson, el programador Adan Black y el jefe técnico Calvert Dayton, Rational Acoustics se convirtieron en los únicos propietarios de la marca Smaart. Racional Acoustics publicaron Smaart 7 el 14 de abril de 2010; una versión que utiliza menos potencia de procesamiento que la v5 y la v6 debido a eficiencias derivadas del código rediseñado. Smaart 7 fue escrito con un nuevo código orientado a objetos de arquitectura, se le dio la adquisición de mejora de datos. Otras características incluyen nuevos gráficos de interfaz de usuario y el seguimiento de los cambios de retardo. Los usuarios pueden ejecutar simultáneamente muestras de mediciones en tiempo real en varias ventanas, tantas como su hardware lo permita. Smaart 7 fue nominado en 2010 para un TEC Award pero no ganó. En abril de 2011, Smaart 7 fue nombrado uno de los cuatro Productos de Sonido Live Design del Año 2010-2011.

## Historial de versiones
- Mayo de 1996 - JBL-Smaart 1.0

- Marzo de 1997 - JBL-Smaart 1.4

- 1998 - SIA-Smaart Pro 2

- Abril de 1999 - SIA-Smaart Pro 3

- 2000 - SIA SmaartLive 4
  - Octubre de 2000 - SIA SmaartLive 4.1
  - Abril de 2001 - SIA SmaartLive 4.5
  - Septiembre de 2001 - SIA SmaartLive 4.6

- Junio de 2002 - SIA SmaartLive 5
  - Octubre de 2003 - SIA SmaartLive 5.3

- 2006 - EAW Smaart 6

- Abril de 2010 - Smaart 7
  - Octubre de 2010 - Smaart 7.1
  - Abril de 2011 - Smaart 7.2
  - Julio de 2011 - Smaart 7.3